# Соколино (Вологодская область)
Соколино — деревня в Кирилловском районе Вологодской области.
Входит в состав Чарозерского сельского поселения, с точки зрения административно-территориального деления — в Коротецкий сельсовет.
Расстояние до районного центра Кириллова по автодороге — 67 км, до центра муниципального образования Чарозера по прямой — 16 км. Ближайшие населённые пункты — Коротецкая, Горка-1, Спелово, Олютинская.
По данным переписи в 2002 году постоянного населения не было.